# کاترین آن پورتر
کاترین آن پورتر (به انگلیسی: Katherine Anne Porter) (زاده ۱۵ مه ۱۸۹۰ - درگذشته ۱۸ سپتامبر ۱۹۸۰) نویسنده داستان کوتاه، رمان و مقاله، روزنامه‌نگار و فعال سیاسی آمریکایی بود.
وی در سال ۱۹۳۰ با چاپ اولین کتاب خود مجموعه داستان کوتاه «یهودای شکوفا» (Flowering Judas) خود را به عنوان نویسنده‌ای صاحب سبک در داستان کوتاه مطرح کرد. در سال ۱۹۶۶ بخاطر مجموعه داستان‌های کوتاه خود برنده جایزه پولیتزر و جایزه ملی کتاب شد. تنها رمان او کشتی ابلهان (۱۹۶۲) هم پرفروش‌ترین کتاب سال ایالات متحده شد.

## تجربه نزدیک مرگ
کاترین آن پورتر، در سال ۱۹۱۸، تجربه نزدیک مرگ داشته که بر اثر یک همه گیری شدید آنفلوانزا، به وقوع پیوسته است. او خاطراتش در مواجهه با این دوران را در کتاب اسب رنگ‌پریده، سوار رنگ‌پریده آورده است. وی در مصاحبه ای اظهار داشت:
«من به آن مکاشفه بهشتی (آسمانی) رسیده بودم و پس از آن زندگی برایم بسیار کسل کننده شده بود. تا چند سال پس از آن، این احساس را داشتم که این جهان ارزش زندگی کردن را ندارد. با این همه، اعتقادی در وجودم بود و قدرتی درونی که از جای دیگر نشأت می گرفت را در خود احساس می کردم؛ قدرتی که احتمالاً از کسی به من ارث رسیده بود. در تمام دوران زندگی ام، زمانی از هر روز را در میان احساس شدید آرزوی مرگ و سپس علاقه مفرط انتظار برای دیدن روز بعد از گذرانده ام. در واقع، اگر مثل یک گربه ولگرد تا این اندازه سخت جان و کوشا نبودم، امروز در میان شما حضور نداشتم»

## آثار

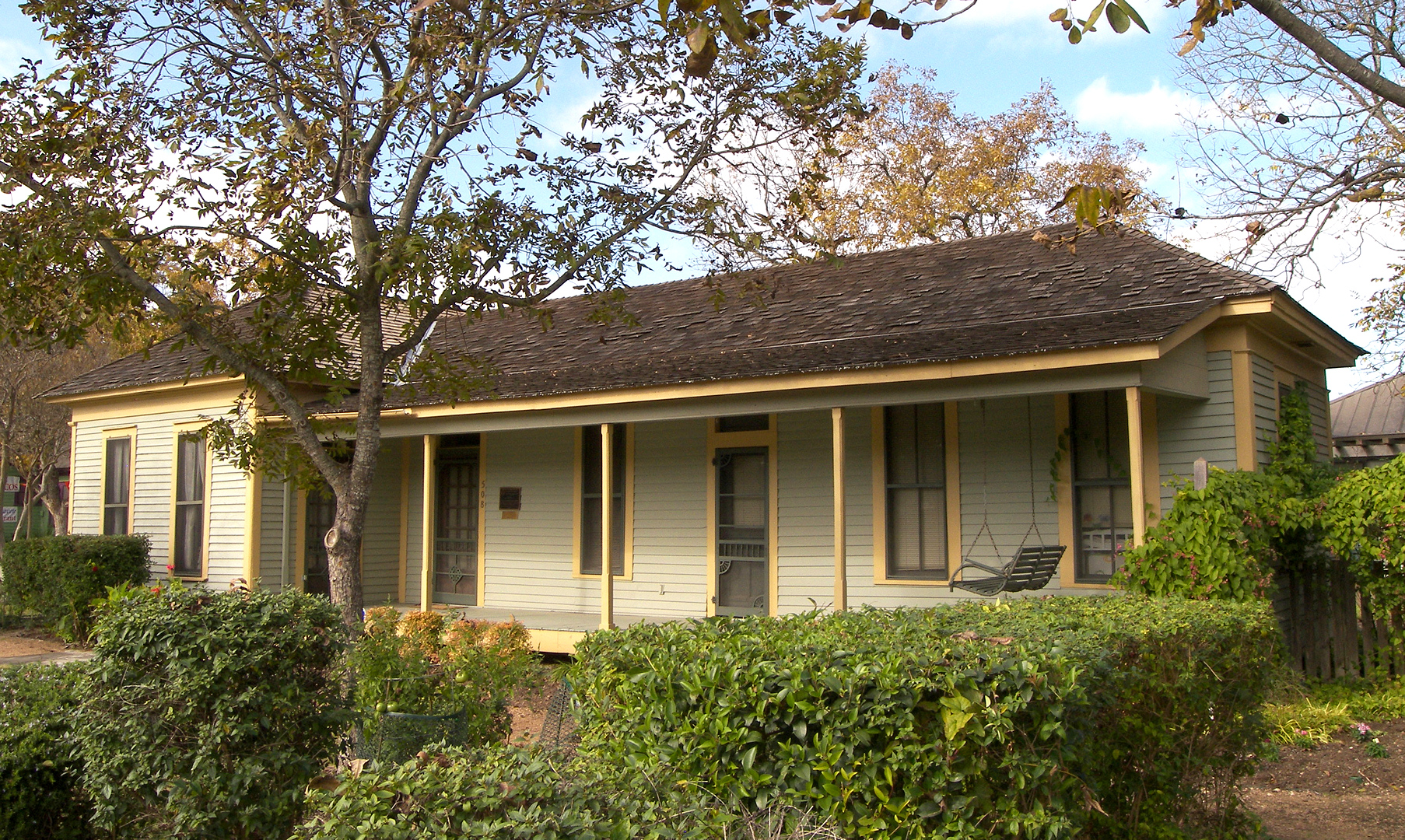
خانه کاترین آن پورتر، ۲۰۰۹

- یهودای شکفته (۱۹۳۰) مجموعه داستان‌های کوتاه
- اسب رنگ پریده، سوار رنگ پریده (۱۹۳۹) مجموعه سه رمان کوتاه
- برج کج (۱۹۴۴) مجموعه داستان‌های کوتاه
- ایام گذشته (۱۹۵۲) مقالات
- کشتی ابلهان (۱۹۶۲) رمان